# Ejabberd
ejabberd – serwer XMPP, napisany głównie w języku Erlang.
Działa na systemie operacyjnym Microsoft Windows oraz kilku pochodnych od Uniksa systemów takich jak OS X, GNU/Linux, FreeBSD i NetBSD.
„ejabberd” oznacza „Erlang Jabber Daemon” i pisany jest małymi literami, jak to powszechnie występuje w daemonach.
Projekt ten został rozpoczęty w 2002 roku przez Aleksieja Szczepina.
Rozpowszechniany na warunkach GNU General Public License, ejabberd stanowi wolne oprogramowanie.

## Możliwości
ejabberd posiada wysoki poziom zgodności z XMPP.
Udostępnia interfejs webowy, który jest tłumaczony na języki inne niż angielski. ejabberd obsługuje system rozproszony poprzez klastry komputerowe, obsługuje również aktualizacje na żywo (live upgrade), dzielenie grup rostera i wirtualne hosty.
Obsługiwane systemy zarządzania bazą danych to PostgreSQL, MySQL oraz ODBC do łączenia się z innymi systemami bazodanowymi.
Uwierzytelnianie LDAP jest obsługiwane tak jak logowanie się poprzez SSL/TLS, SASL i STARTTLS.
ejabberd jest rozszerzalny poprzez moduły, które mogą obsługiwać dodatkowe możliwości takie jak zapisywanie wiadomości offline, łączenie się z kanałami IRC, bądź baza użytkowników, która korzysta z vCard (zapisywanie vCard w LDAP lub bazy danych kompatybilnej z ODBC jest możliwe za pomocą innych modułów).
Dodatkowo moduły mogą obsługiwać takie rozszerzenie protokołu XMPP jak MUC, HTTP polling, Publish-Subscribe i zbieranie statystyk poprzez XMPP.
Zaczynając od wersji 2.0.0, ejabberd posiada wbudowaną obsługę Proxy65.
Jest to moduł, który pośredniczy w wymianie plików między użytkownikami znajdującymi się za zaporą sieciową dzięki zastosowaniu podzbioru protokołu SOCKS5.
ejabberd, tak jak inne serwery XMPP, może się komunikować z różnymi sieciami komunikatorów (np. Gadu-Gadu, ICQ) za pomocą specjalnego składnika XMPP zwanego transportem lub bramką.

## Historia projektu
- 16 listopada 2002: Aleksiej Szczepin pisze pierwsze linie kodu[5]
- 11 lutego 2003: ejabberd 0.1-alpha wydany[6]
- 16 listopada 2003: ejabberd 0.5 wydany[7]
- 13 lipca 2004: ejabberd 0.7 wydany[8]
  - 10 października 2004: ejabberd 0.7.5 wydany[9]
- 18 kwietnia 2005: ejabberd 0.9 wydany[10]
  - 23 maja 2005: ejabberd 0.9.1 wydany[11]
  - 1 sierpnia 2005: ejabberd 0.9.8 wydany[12]
- 14 grudnia 2005: ejabberd 1.0.0 wydany[13]
  - 24 kwietnia 2006: ejabberd 1.1.0 wydany[14]
    - 28 kwietnia 2006: ejabberd 1.1.1 wydany[15]
    - 27 września 2006: ejabberd 1.1.2 wydany[16]
    - 2 lutego 2007: ejabberd 1.1.3 wydany[17]
    - 3 września 2007: ejabberd 1.1.4 wydany[18]
- 21 lutego 2008: ejabberd 2.0.0 wydany[19]
  - 20 maja 2008: ejabberd 2.0.1 wydany[20]
  - 28 sierpnia 2008: ejabberd 2.0.2 wydany[21]
  - 15 stycznia 2009: ejabberd 2.0.3 wydany[22]
  - 13 marca 2009: ejabberd 2.0.4 wydany[23]
  - 3 kwietnia 2009: ejabberd 2.0.5 wydany[24]
  - 13 listopada 2009: ejabberd 2.1.0 wydany[25]
    - 17 grudnia 2009: ejabberd 2.1.1 wydany[26]
    - 18 stycznia 2010: ejabberd 2.1.2 wydany[27]
    - 12 marca 2010: ejabberd 2.1.3 wydany[28]
    - 4 czerwca 2010: ejabberd 2.1.4 wydany[29]
    - 3 sierpnia 2010: ejabberd 2.1.5 wydany[30]
    - 14 grudnia 2010: ejabberd 2.1.6 wydany[31]